# Канзано, Анна
А́нна Канза́но (англ. Anna Canzano), в девичестве — Сонг (англ. Song; 1976, Китайская Республика) — американская журналистка и телеведущая.

## Биография
Анна Сонг родилась в 1976 году в Китайской Республике, но позже эмигрировала в США и сейчас проживает в Портленде (штат Орегон). Она окончила «Parkrose High School» и «Pepperdine University».
Ранее Анна работала на «ABC News» в Лос-Анджелесе и там же проходила стажировку на «KABC-TV». Канзано является обладателем многочисленных наград, в том числе премию Орегонской ассоциации телерадиовещателей. У неё также есть премия имени Эдварда Р. Мерроу. В 2008 году она стала лауреатом премии «Эмми» за её сюжет о бездомном школьнике средней школы.
С июля 2010 года Анна замужем за журналистом Джоном Канзано. У супругов есть дочь — Грациана Кристина Казано (род.09.06.2014).